# Upsalaglaciären

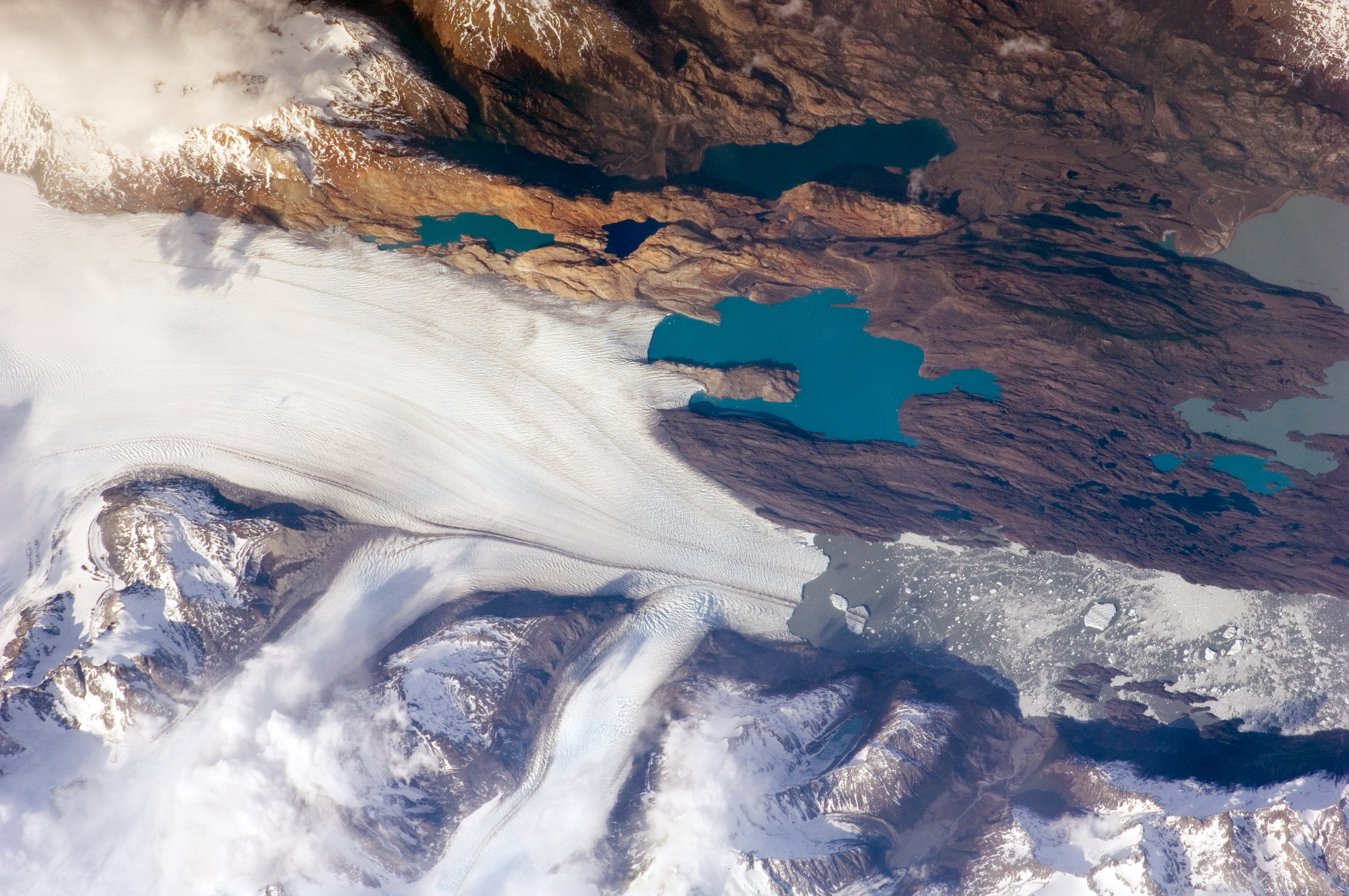
Upsalaglaciären sedd från ISS i oktober 2009.

Upsalaglaciären (spanska: Glaciar Upsala) är en glaciär. Den är belägen i Los Glaciares nationalpark i Argentina. Det var den svenske upptäcktsresande Percy Quensel som namngav glaciären efter staden Uppsala under en forskningsresa 1907/1908.
Glaciären är ungefär 60 km lång samt upp till 10 km bred och täcker en yta av ungefär 595 km². Den slutar vid Lago Argentino.